# Gnetum macrostachyum
Gnetum macrostachyum — вид голонасінних рослин класу гнетоподібних.

## Поширення, екологія
Країни проживання: Камбоджа, Індонезія (Ява, Калімантан, Папуа, Суматра), Лаос, Малайзія (півострів Малакка, Сабах), М'янма, Папуа Нова Гвінея (Нова Гвінея), Сінгапур, Таїланд, В'єтнам. Росте в густих вологих лісах поблизу річок на глинисто-піщаних червоних і чорних ґрунтах. У Таїланді був знайдений у вторинних лісах. Це низовинний вид, але також може бути знайдений в нижньогірських лісах.

## Використання
Плоди їстівні, коли смажені, а волокна кори використовується, щоб зробити мотузки. Використання людиною, швидше за все, ніякої загрози для виду не має.

## Загрози та охорона
Головною загрозою є втрата середовища проживання. Багато з екорегіонів, де зустрічається вид знаходяться під загрозою і класифікуються як уразливі або знаходяться під загрозою зникнення. Оригінальні заплавних лісах в Індокитаї і Таїланді значною мірою вирубані. Видобуток деревини тайськими компаніями в М'янмі це найбільші загрози там. Прибережним і мангровим лісам, де вид був також знайдений, загрожують різні антропогенні впливи. Вид був знайдений в охоронних районах по всьому ареалі.